# Doidivanas
Doidivanas é uma banda de rock brasileira, criada em 1995, na cidade de Pelotas.
A Doidivanas faz uma fusão entre elementos da música e da cultura regional gaúcha, do rock e estilos contemporâneos. O estilo de som que a banda desenvolve já foi chamado de rock bagual, funk gaudério, pop nativista e world music, entre outros.
Doidivanas: (doido + vão). Indivíduo leviano, imprudente, estouvado, excêntrico. Folgazão, estrambótico, doidelo.

## Integrantes
- Felipe Mello (voz e violão)
- Rodrigo Osório (baixo e vocal)
- Daniel Con6ção (guitarra)
- Rodrigo dMart (bateria)
- Daniel "Cuca" Moreira (violão, baixo, vocal e multimídia)

## Histórico da banda

### Era uma vez...
A banda surge em março de 1995, em Pelotas, no Rio Grande do Sul. É formada por um grupo de amigos que curte a fusão do rock com outras tendências musicais.
A Doidivanas começa a tocar e compor influenciados por bandas e artistas como Red Hot Chili Peppers, Living Colour, Pearl Jam, Faith no More, Chico Science e Nação Zumbi, Almôndegas, Vítor Ramil, Mano Lima, Engenheiros do Hawaii, Nei Lisboa, Tangos & Tragédias, Cenair Maicá, Kleiton & Kledir, dentre outros artistas da cena musical sulista.
O grupo se apresenta em bares, festas, boates e espaços alternativos. Em 1995, a Doidivanas é finalista do "Circuito de Rock'", promovido pela emissora RBS TV, em Capão da Canoa (RS), e participa da coletânea do "Musivale", festival da cidade de Lajeado (RS).

### A Balada Bovina
Ainda em 1996, participa do festival "Moenda da Canção", na cidade de Santo Antônio da Patrulha (RS), com Balada Bovina, uma mistura de rock, funk e vanerão. A ótima receptividade da mídia, artistas e público impulsiona o trabalho de composição.
A partir daí, o grupo intensifica a pesquisa e a mescla do rock com elementos da musicalidade regional gaúcha e brasileira. A Doidivanas lança, em 1998, o CD de estreia, "Liber Pampa", semeando ideias sonoras que extrapolem as fronteiras geográficas e culturais do Rio Grande do Sul.

### Liber Pampa - da boate até o galpão
Com o álbum "Liber Pampa", a banda Doidivanas realiza mais de quarenta espetáculos no estado e no Uruguai. Toca em festivais, feiras, mostras coletivas e outros eventos, tais como a "Festa da Uva", em Caxias do Sul, "Payada - Festival de Arte Crioula do Cone Sul", em Arroio Grande, "RS Música", em Porto Alegre, "Ato-Show Lagoa Limpa", "Acorde! - Festival de Cultura e Arte, Fenadoce, Cabobu", em Pelotas, "Verão com Vida", no litoral norte, "Musicanto", em Santa Rosa, "Moenda", em Santo Antônio da Patrulha, "Circuito Estadual de Música", na Serra Gaúcha, "Festival de Folclore de Minas y Abril", no Uruguai, entre outros.
Em 1999, a banda é indicada na categoria revelação no "Prêmio Açorianos de Música", evento promovido pela prefeitura de Porto Alegre (RS) que destaca o melhor da produção musical do estado.

### Música e HQ
Em dezembro de 1999, lançam o projeto de um EP e HQ Doidivanas & Libório uma parceria da banda com o cartunista André "Alma" Macedo. É um kit com CD e uma revista em quadrinhos, na qual os músicos viram personagens de HQ. André Macedo é o criador do universo dos personagens Libório e Betinho, muito populares em Pelotas e na região sul do RS. O projeto foi financiado através de patrocínio direto de empresas locais e vendido regionalmente em bancas de revistas, com a tiragem esgotada em menos de três meses.

### Viagem ao Sul da Terra
Entre 1999 a 2000, a Doidivanas produz diversas demos e traça novos rumos para a sonoridade da banda. A principal mudança é o uso de samplers e programações rítmicas, utilizando o computador como parceiro de arranjos. Neste período, muito fértil para a experimentação e a criação, a banda compõe mais de 40 músicas.
No final de 2000, o baixista da banda, Rodrigo Osório, monta um estúdio de gravação, o "Doctor Áudio'", onde a banda grava e produz seu novo trabalho. Em janeiro de 2002, a banda lança seu segundo álbum, o "Viagem ao Sul da Terra", através de seu próprio selo, "Bugioganga Records".
No mesmo ano, a banda toca na etapa final do festival Rock’n Halls, em São Paulo. O trabalho foi um dos quatro selecionados, dentre mais de 2400 artistas inscritos em todo o país. A Doidivanas participa do Novo Som do Brasil, quadro do "Jornal Hoje", veiculado na Rede Globo para todo o Brasil. O álbum "Viagem ao Sul da Terra" rende o primeiro videoclipe à banda: "Bah!".
Em 2003, a canção "Balada Bovina" integra a coletânea "Conexão RS", lançada pela rádio Pop Rock FM, na região metropolitana de Porto Alegre. Participam da coletânea também as bandas Vera Loca, Gallaxy Trio, entre outros.

### Uns Rock e outras articulações
Os integrantes da banda organizam e participam do festival "Uns Rock", um movimento de música independente gerado a partir da lista de discussão oficial da banda na internet, criada, em maio de 2002, pelo publicitário Daniel “Cuca” Moreira. O primeiro evento, realizado em Pelotas, recebe oito bandas que representam diversos estilos e tendências da cena do rock gaúcho: Tom Bloch, Irmãos Rocha!, Freak Brotherz, Auto Retrato, entre outras. O "Uns Rock" também abriu espaço para banca de produtos independentes: camisetas, CDs e fanzines. O festival foi transmitido ao vivo via streaming pela internet, uma estratégia inovadora para a época.
No final de 2004, a banda faz parte da coletânea "Arte Daqui", produzida pela "RádioCom FM", a principal rádio comunitária de Pelotas (RS). O projeto apresenta vinte artistas e traça um panorama da produção roqueira da região. Participam Psyco Say Caniggia, Freak Brotherz, Nação Suburbana, Edu daMatta, Auto Retrato, entre outros.
Em outubro de 2005, a Doidivanas é convidada para participar da campanha publicitária "Sem Fronteiras", da empresa de telefonia celular TIM, promoção veiculada em todo o estado do Rio Grande do Sul. Ao lado de Tambo do Bando (Santa Maria), Pirisca Grecco| (Uruguaiana) e Kriz (Caxias do Sul), a Doidivanas interpreta Conto de Fraldas, de Tom Zé. O filme de 30 segundos mescla cenas dos artistas cantando a música-tema com imagens de municípios gaúchos onde a operadora está presente. Além da televisão, a campanha é veiculada massivamente em rádios, jornais, cinema, outdoors, internet e pontos de venda da TIM.

### Nosotros
Em 2003, a banda entra novamente em estúdio para gravar e produzir seu novo projeto, o Nosotros, um trabalho de releituras de artistas gaúchos e latino-americanos, idealizado a partir de versões que a banda executava em seus shows. Figuram no álbum artistas e bandas que são influências e referências da Doidivanas, tais como Almôndegas, Nelson Coelho de Castro, Bebeto Alves, Mario Barbará, Mano Lima, Cenair Maicá, Sui Generis (banda seminal do argentino Charly García), Atahualpa Yupanqui, Daniel Viglietti, TNT, Fughetti Luz , entre outros artistas. Todas as canções são revisitadas por uma roupagem rock ’n’ roll e uma linguagem que flerta com a música do mundo e valoriza as culturas regionais.
O repertório do álbum foi pesquisado juntamente com o compositor Edu daMatta. Participam das gravações: o DJ Anderson (integrante da banda Ultramen), o violoncelista Leonardo Oxley Rodrigues (arranjo de cordas), o gaiteiro Mano Júnior, Bira do Cavaco (grupo Para Todas as Raças), além dos colaboradores usuais da banda, como Negrinho Martins, Éber Barbosa, Jucá de Leon e o próprio daMatta. O álbum "Nosotros" foi lançado em março de 2008.

### Uma década de rock e gauderiadas
Em 2005, a banda completou dez anos de carreira. Para comemorar, a Doidivanas disponibilizou gratuitamente todos os álbuns na internet (para download em MP3) e remixou o primeiro álbum, "Liber Pampa", de 1998.
Sete anos depois do lançamento, o CD Liber Pampa é remexido, ou seja, remixado e remasterizado a partir da redigitalização das gravações originais (em fitas ADAT). É um verdadeiro trabalho de reengenharia musical realizado pelo baixista Rodrigo Osório.

### 20 anos da banda Doidivanas

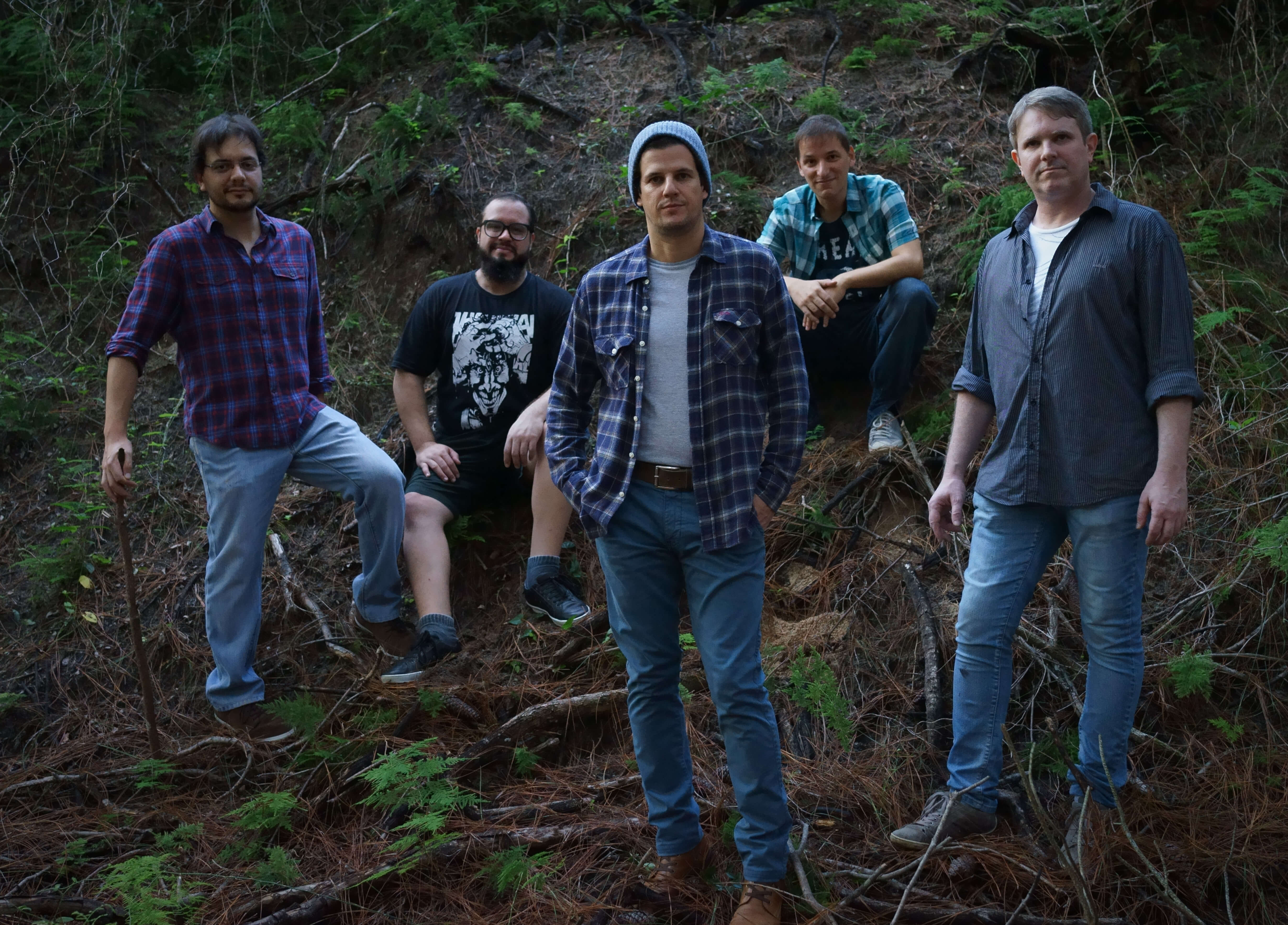
Doidivanas, Próximos Distantes, 2017. Foto: Luigi Sodré

Em 2015, a Doidivanas comemora seus 20 anos e um dos integrantes originais da banda retorna ao grupo: Daniel "Cuca" Moreira, compositor e baixista da Água de Melissa é o quinto elemento.
A banda se reúne novamente, com força total, para gravar um disco com músicas inéditas, com previsão de lançamento para agosto de 2017 . O grupo também disponibiliza para venda online os álbuns "Liber Pampa — Remexido" —  versão de 2015 do primeiro álbum da banda, "Liber Pampa", com 12 das 14 faixas remixadas, melhorando sua sonoridade, além de incluir arranjos e instrumentos que haviam sido eliminados da versão original de 1998 — "Viagem ao Sul da Terra" (2002) e "Nosotros" (2008). Em 2017 foi lançada também outra versão do álbum de estreia, chamada de "Liber Pampa Remexido — Deluxe Edition", que inclui a íntegra do EP "Doidivanas & Libório". Os discos estão disponíveis em mais de 30 lojas e sites de streaming, como iTunes, Deezer, Spotify, Amazon, Apple Music, Rhapsody e Google Play.
Um documentário de 80 minutos, intitulado "Próximos Distantes", contando a experiência de gravação do mais recente álbum e a história da banda, foi lançado em outubro de 2017 e pode ser visto no canal da banda no Youtube, chamado DoidivanasRock.

### Próximos Distantes
Ultrapassando duas décadas de carreira artística, a Doidivanas apresenta em 2017 o novo álbum com 13 faixas, "Próximos Distantes" — que inclui composições inéditas, criadas ao longo da trajetória, além de releituras de autores gaúchos. As influências deste trabalho circulam entre o rock, o folk, a música regional brasileira e a world music.
"O novo trabalho trata do mundo digital, fragmentado e interconectado no qual estamos imersos; mas, ao mesmo tempo, da valorização do contato físico, da camaradagem, da convivência; a transição para a vida ‘adulta', a ideia de quem ‘está longe, está perto’, a crença que tudo que fazemos está interligado e que as escolhas que fazemos na vida não são excludentes”, afirma o baterista e letrista Rodrigo dMart.
No álbum “Próximos Distantes” participam, como convidados, o cantor nativista Joca Martins, a cantora Lara Rossato, o compositor e músico Edu daMatta, os instrumentistas Luciano Maia, no acordeon, Edison Macuglia, nos violões, Fernando “Bizo” Silva, nos teclados e harmônica (que gravou suas participações diretamente da Califórnia, nos Estados Unidos) e também o produtor musical do álbum, João Marcos “Negrinho” Martins, nos baixos acústicos. Além das músicas autorais, o disco traz canções dos compositores Jorge Nicola Prado, Edison Macuglia, Juarez Machado de Farias e Edu daMatta.
O álbum “Próximos Distantes” foi gravado e mixado no A Vapor Estúdio, em Pelotas, entre agosto de 2016 e maio de 2017. O projeto tem produção executiva de Yara Baungarten, da Imagina Conteúdo Criativo, e conta com o financiamento do edital ProCultura, da Secretaria Municipal de Cultura de Pelotas - RS.

### Ações educativas
A chegada do quinto álbum da Doidivanas também é tema de ações educativas, sediadas na Escola Municipal de Ensino Fundamental Fernando Osório, no bairro Três Vendas, na cidade de Pelotas nos dias 18 e 25/08/2017. O colégio recebe uma palestra sobre regionalismo para os professores e uma oficina prática sobre as visões contemporâneas da música regional gaúcha, na qual os alunos e comunidade entram em contato com a diversidade das tendências musicais do sul do Brasil e ainda conhecem mais sobre a musicalidade da banda. O trabalho educativo culmina com o primeiro show da  Doidivanas na tour "Próximos Distantes", que ocorre na quadra coberta e envolve toda a comunidade escolar.

### Pra quem está longe e está perto
Em abril de 2020 a Doidivanas convidou dezenas de amigos e fãs “para enviar uma mensagem e um abraço virtual a quem está longe e sente falta”. Com o apoio desta rede de colaborações, com os vídeos recebidos dos mais diversos lugares, o grupo produziu um videoclipe da música "Próximos Distantes", durante a quarentena imposta no Brasil e no mundo, como forma de barrar a propagação desenfreada do coronavírus.
O clipe tem letra de Rodrigo dMart, música de Felipe Mello, conceito e edição de Daniel Cuca Moreira e faz parte do álbum homônimo, “Próximos Distantes”, de 2017.
No canal da banda no YouTube (@DoidivanasRock) foi publicada uma playlist que traz além do clipe, todos os depoimentos completos dos participantes, o áudio e a letra da gravação original lançada no álbum-homônimo e o documentário "Próximos Distantes", que mostra os bastidores da gravação do disco mais recente e conta a história dos 20 anos da Doidivanas, também lançado em 2017.

### Sessões Distantes
Em pleno distanciamento social, causado pela pandemia de coronavírus, o vocalista da Doidivanas, Felipe Mello, reuniu o repertório da banda e gravou 10 versões em voz e violão entre os cinco discos lançados pelo grupo. São três especiais, chamados de Sessões Distantes, realizados direto de sua casa, em Cruz Alta, RS.
O programa estreou no dia 21 de abril de 2020 pelo canal da banda no YouTube (@DoidivanasRock). Na descrição no canal de cada uma das partes, é possível acessar as versões originais das músicas que integram o especial: Pro Laranjal e pra Todo Mundo, Falso Temporal, Anos Noventa, Nós Sorriso, O Trem no Pomar, Canción del Punk, Individualismo, 300 Noites, Passagens e Portagens e Doidivanas.
A iniciativa das Sessões Distantes acontece na sequência da produção do videoclipe colaborativo “Próximos Distantes“, lançado pela Doidivanas com abordagem aos relacionamentos afetivos numa era digital.

### Moenda no Sofá
Em tempos de isolamento social, a Doidivanas à convite da organização do festival da Moenda da Canção, participa do projeto Moenda no Sofá com o vocalista Felipe Mello, fazendo uma live pelas redes sociais do festival na noite de 29 de abril.
Vale lembrar que a banda possui uma trajetória intrínseca e marcante junto a Moenda da Canção, realizado desde 1986 em Santo Antônio da Patrulha, cidade de cultura litorânea, pertencente à região metropolitana de Porto Alegre, RS. O festival de música é um dos principais eventos que celebra a diversidade cultural produzida no estado gaúcho e recebe artistas, músicos e compositores de diversos cantos do Brasil.
“É com imenso prazer que voltamos à Moenda; mas agora, no sofá. O festival foi um dos berços da Doidivanas, no final da década de 1990 e início dos anos 2000. Nesta live, falaremos sobre a nossa experiência por lá e tocaremos as músicas que marcaram nossa relação”, declara o cantor e compositor Felipe Mello.
Em um bate-papo descontraído o vocalista interagiu com os participantes da live, contou histórias das várias passagens da Doidivanas pela Moenda, onde acompanhado de seu violão, intercalou a conversa entre as músicas '75, Balada Bovina, A Roda Inventou o Homem, A Flor da Encarnação, Passagens e Portagens e Nosso Lado Animal. A reprise da live pode ser conferida no YouTube, através do canal @DoidivanasRock.

## Influências
- Almôndegas
- Chico Science & Nação Zumbi
- Engenheiros do Hawaii
- Mano Lima
- Vitor Ramil
- Living Colour
- Faith No More
- Red Hot Chili Peppers
- Pearl Jam
- Kleiton & Kledir
- Bebeto Alves

## Discografia
- Liber Pampa (1998), álbum de estreia, lançado pela Multiproduções
- Doidivanas & Libório (1999), projeto EP/Gibi, lançado pela Bugioganga Records em parceria com a Editora Fanzona (do cartunista André Macedo, criador do personagem Libório)
- Viagem ao Sul da Terra (2002), lançado pela Bugioganga Records
- Nosotros (2008), lançado pela Usa Records
- Liber Pampa Remexido (2015), lançamento independente, exclusivo para plataformas musicais
- Próximos Distantes (2017), lançamento financiado pelo projeto ProCultura, da Secretaria Municipal de Cultura - Pelotas (RS)

## Coletâneas e festivais
- Festival Musivale (1995), em Lajeado (RS), com Páginas Não Lidas
- Festival 10ª Moenda da Canção (1996), em Santo Antônio da Patrulha (RS), com Balada Bovina
- Festival 11ª Moenda da Canção (1997), show em Santo Antônio da Patrulha (RS)
- Festival 12ª Moenda da Canção (1998), em Santo Antônio da Patrulha (RS), com Passagens & Portagens
- Festival Minas y Abril (1999), na cidade de Minas (Uruguai), com Sangria e Anos 90
- Festival 16º Musicanto Sul-Americano (2000), em Santa Rosa (RS), com Manuscrito (2º lugar na Linha Livre)
- Festival 15ª Moenda da Canção (2001), em Santo Antônio da Patrulha (RS), com A Roda Inventou o Homem e A Flor da Encarnação
- Rock'n Halls (2002), festival de bandas, com eliminatória em Porto Alegre (RS) e final em São Paulo (SP), com Balada Bovina e Recuerdos da 28
- Conexão RS (2003), lançado pela rádio Pop Rock - FM, de Canoas (RS), com Balada Bovina
- Uns Rock (2004), série de shows coletivos realizados em Pelotas (RS)
- Coletânea Arte Daqui (2005), lançado pela RádioCom, de Pelotas (RS), com Chove na Capital
- Festival 28ª Coxilha Nativista (2008), show do álbum Nosotros, em Cruz Alta (RS)
- VI Freak Festival (2017), em Pelotas (RS)

## Prêmios e indicações

### Prêmio Açorianos
| Ano  | Categoria | Indicação  | Resultado |
| ---- | --------- | ---------- | --------- |
| 1998 | Revelação | Doidivanas | Indicado  |